# 長谷川演
長谷川 演（はせがわ ひろむ、1966年 - ）は、日本のインテリアデザイナー。株式会社アトリエテンマ代表取締役。他にカフェ事業、プロダクト事業、NPOでデザイン塾を運営。

## 人物
1966年青森県弘前市生まれ。1985年青森県立弘前高等学校卒業、1990年「アトリエテンマ」を設立。国内外に幅広い分野で1000以上のプロジェクトを手がける。建築、インテリアデザインから、プロジェクトのブランディングまでトータルに関わる。家具・照明・プロダクト・パッケージに至るさまざまなデザインに携わり、創造的なアイデアで本質的かつ新しさを追及、実現している。USEN放送番組審議委員、（一社）日本商環境デザイン協会 元理事長、北海学園大学 非常勤講師、さっぽろスイーツコンペティション審査員長。
趣味は華道と茶道。華道家元池坊、茶道裏千家に所属し、日本の伝統的文化や芸術の指導育成にも取り組んでいる。

## 代表作
- 料理酒家ちょん（北海道札幌市、1990年)
- cafe la Bastille（北海道札幌市、1991年）
- RAD BROTHERS（北海道札幌市、1994年）
- ASIAN CAFE HOANG TAM（北海道札幌市、1998年）
- Salon いとう（北海道札幌市、1999年）
- うなぎ　うな明（北海道札幌市、2000年）
- BLUE HOTEL OCTA（北海道札幌市、2002年）
- NIKKA FOODING BARドワ（北海道札幌市、2002年）
- SHELF（北海道札幌市、2002年）
- 玉響（北海道札幌市、2002年）
- Birra Ristorante GAJA　元町店（北海道札幌市、2002年）
- Birra Ristorante GAJA　すすきの店（北海道札幌市、2003年）
- THE NIKKA BAR（北海道札幌市、2005年）
- BLUE HOTEL NAGI（北海道小樽市、2005年）
- 炭の灯かり WA！GAJA琴似店、川沿店（北海道札幌市、2005年）
- ぶあいそ　大名店（福岡県、2005年）
- 池坊展本部展（2005～2014年）
- フラノ寶亭留（北海道富良野市、2006年）
- クラブ　響（北海道札幌市、2006年）
- 定山渓第一寶亭留　翠山亭倶楽部（北海道札幌市、2007年）
- IN THE SUITE（北海道帯広市、2007年）
- 博多ぶあいそ　別邸（北海道札幌市、2007年）
- G DINING SAPPORO（北海道札幌市、2009年）
- 椿サロン　札幌本店（北海道札幌市、2009年）
- 函館国際ホテル（北海道函館市、2012年）
- 8 Eight Ricefield Cafe Allnight Station（北海道札幌市、2012年）
- 銀座英国屋 銀座一丁目 （東京都、2014年）
- 大金牛肉店 （北海道札幌市、2014年）
- 余市 NIKKA BAR & RESTRANT （バンコク、2014年）
- 椿サロン 赤れんがテラス店（北海道札幌市、2014年）
- The LONG BAR（北海道札幌市、2015年）
- URALA DENTAL CLINIC PLUS （茨城県、2015年）
- 大地の匠（北海道音更町、2016年）
- ふじおか幼稚園（栃木県、2017年）
- 焼肉KAGURA 香港店（香港、2017年）
- 椿サロン銀座（東京都、2018年）
- フォレストコーポレーション本社（長野県、2019年）
- EN HOTEL Kyoto（京都府、2020年）
- EN HOTEL Hiroshima（広島県、2020年）
- EN HOTEL Hakata（福岡県、2021年）
- Petite Chèvre HOKKAIDO（札幌市、2021年）
- 椿サロン博多（福岡県、2021年）

## カフェ
北海道の豊かな時間を伝えるため、2005年よりカフェ事業をスタート。北海道内に「椿サロン本店」「椿サロン夕焼け店」「椿サロン赤れんがテラス」の3店舗を展開している。道外では2010年8月〜2012年7月に「椿サロンsapporo銀座」を期間限定でオープン。その後、2018年3月に「椿サロン銀座」、2020年10月に「椿サロン渋谷」、2021年4月に「椿サロン博多」、また、海外1号店として2019年12月に台湾のリージェントホテル台北内に「椿サロン台北」がオープンしている。ほかにも、ほっとけーきに生クリームをサンドした「椿さんど」「椿けーき」のテイクアウト店として2020年の3月に「椿さんど円山本店」、11月に「椿さんどポールタウン」がオープンしている。2023年6月に赤レンガテラスからPIVOT CROSSに移転し「椿サロン大通」としてリニューアル。

## プロダクト
アトリエテンマの物件のためにデザインしたもの、カフェ椿サロンのためにデザインしたもの２ラインのオリジナルプロダクト（カトラリー、珈琲カップ、ティーカップ、ソーサー、テーブル、椅子、照明等）の制作、販売を行う。

## デザイン塾
2010年に「NPO法人　札幌デザインスクール　アトリエテンマデザイン塾」を開校。デザインのプロを対象にしたコースの他、小・中学生のためのコース、小・中学校への出張授業から企業経営者のためのブランディング講座に至るまで、デザインを通した人材育成、コーチングの取り組みを行う。これらの取り組みの功績として、2016年1月に経産省・キャリア教育アワード「優秀賞」、2017年1月に日本建築家協会・JIAゴールデンキューブ賞2016／2017「特別賞」を授与された。

### ビジネスデザイン塾
- 2020年　TED×Youth@Sapporo2020 登壇
- 2018年　JCD関東支部　トクトーク in 椿サロン
- 2018年　経営者および社会人　デザイン 1DAYセミナー
- 2016年　札幌中央倫理法人会　ビジネスデザイン塾
- 2015年　建築事務所　社会人向け（ニューヨーク）　デザイン塾 in ニューヨーク
- 2015～2017年　札幌市社会福祉協議会（札幌）障がい者のためのデザインワークショップ
- 2015年　不動産会社＆建築事務所（札幌・東京）「デザインの科学」
- 2015年　山地章夫　希望塾　ゲスト講師
- 2015年　若手経営者（札幌）「デザインの科学」
- 2014年　住宅メーカー　企業デザイナー研修
- 2014年　住宅メーカー　企業デザイナー研修
- 2013年　ICC創造的空間構築　ワークショップ（札幌）「空間の作り方」
- 2012年　弁当店（沖縄）　デザイン講義
- 2012年　TOP経営者「デザインの科学」
- 2012年　アトリエテンマ（ロンドン）デザイン塾 in ロンドン
- 2012年　究和塾「眼る力」「ブランディング」「デザインの科学」
- 2011年　住宅メーカー（長野）「デザインの科学」
- 2011年　リフォームメーカー「デザインの科学」
- 2010年　キャリアバンク SAPPORO MORNING COLLEGE「インテリアデザインの力」
- 2008年　ビジネスラウンジ　ワンハンドレットクラブ「儲かるデザイン」

### 学校訪問授業
- 現在～2013年　日新小学校（札幌）
- 現在～2009年　桑園小学校（札幌、JCD主催）
- 2019～2010年　琴似中央小学校（札幌）
- 2016年　時敏小学校（青森）「おもしろい仕事－私はインテリアデザイナー」
- 2015年　中標津町立広陵中学校（中標津）
- 2013～2011年　北の沢小学校（札幌）
- 2013年　東山小学校（札幌）
- 2012年　簾舞小学校（札幌）
- 2012年　コープさっぽろ（札幌）コープさっぽろ文化教室「夏まつり　自由研究」
- 2012年　札幌南高校インターンシップ（札幌）
- 2011年　盤渓小学校（札幌）

## 受賞歴
- 2020年　日経ニューオフィス賞「フォレストコーポレーション本社屋」
- 2019年　SKY DESIGN AWARDS 2019　銀賞（建築部門）
- 2018年　JCDデザインアワード2018　銀賞
- 2017年　JCD北海道デザインアワード2017　最優秀賞、優秀賞
- 2017年　JIAゴールデンキューブ賞2016／17　優秀賞
- 2016年　経済産業省 第７回キャリア教育アワード 優秀賞
- 2016年　経済産業省 はばたく中小企業　表彰
- 2016年  JCD北海道デザインアワード2016　優秀賞
- 2015年  JCD北海道デザインアワード2015　優秀賞
- 2014年  JCD北海道デザインアワード2014　優秀賞
- 2014年　サッポロスマイルアワード大賞
- 2006年　「IN THE SUITE」帯広市まちづくりデザイン賞
- 2004年　池坊　北海道連合花展　北海道知事賞
- 2003年　北海道サインデザインコンテスト 日広連会長賞
- 2002年　JCDデザインアワード2002　新人賞
- 2000年　JCDデザインアワード2000　入選
- 1999年　JCDデザインアワード1999　入選
- 1997年　北海道店舗デザインコンクール入選

## 出版物
- 『SAPPORO DESIGN RESTAURANT 1』
- 『SAPPORO DESIGN RESTAURANT 2』
- 『SAPPORO DESIGN RESTAURANT 3』
- 『アトリエテンマの仕事』
- 雑誌『O.tone（オトン）』でエッセイを連載（2017年4月～2021年5月）

## テレビ出演
- NHK「北海道クローズアップ　"「売れる店」はこう作る。" 」（2001.05.25）
- STV 札幌テレビ放送「北再発見21　"空間の魔術師！インテリアデザインの裏側"」（2002.09.22）
- NHK「北海道クローズアップ　"ひとり"を楽しむ女たち　変わる女性のライフスタイル" 」（2002.09.27）
- STV 札幌テレビ放送「どさんこワイド212　"素敵にマンションリフォーム"」（2003.10.01）
- UHB 北海道文化放送「トークDE北海道　"大ブーム到来！買うなら中古マンション"」（2003.10.17）
- HBC 北海道放送「朝ビタTV　"デザイナーズ中古マンション　札幌が生まれ変わる」（2004.04.29）
- HBC 北海道放送「朝ビタTV　"カリスマ事務所プロデュース 札幌最新レストラン情報　アトリエテンマの最新デザインレストラン」（2005.09.27）
- HBC 北海道放送「テレポート2000　"「成功」をデザインする男"」